# Emirates Cup (ciclismo)
La Emirates Cup fue una carrera ciclista de un día organizada en 2009 y 2010 en los Emiratos Árabes Unidos. 
Formó parte del UCI Asia Tour, dentro de la categoría 1.2 (última categoría del profesionalismo).

## Palmarés
| Año  | Ganador           | Segundo              | Tercero         |
| ---- | ----------------- | -------------------- | --------------- |
| 2009 | Ayman Ben Hassine | Abdelbasset Hannachi | Omar Hasanein   |
| 2010 | Malcolm Lange     | Erwan Brentech       | Benjamin Giraud |

## Palmarés por países
| País      | Victorias |
| --------- | --------- |
| Túnez     | 1         |
| Sudáfrica | 1         |